# アニー・ダルコ
アニー・ダルコ（Annie d'Arco, 1920年10月28日 - 1998年3月5日）は、フランスのピアノ奏者。
マルセイユの生まれ。地元でアラン・マリオンの母親からピアノの指導を受ける。14歳の時にパリ音楽院に入学してマルグリット・ロンの下で研鑽を積み、1938年にプルミエ・プリを得た。しかし、第二次世界大戦の勃発により思うような演奏活動はできず、終戦後の1946年にジュネーヴ国際音楽コンクールのピアノ部門で2位入賞を飾って頭角を現した。
パリにて長逝。